# Jean-Yves de Saint-Prest
Jean-Yves de Saint-Prest (mort en 1720) est un archiviste français.
Il fut nommé directeur du dépôt des archives des Affaires Étrangères en 1682, ainsi que directeur de l'Académie politique créée dans ce ministère, à sa fondation en 1710. Il a également été secrétaire des commandements de Marie-Françoise de Bourbon, duchesse d'Orléans.
Il est l'auteur de l’Histoire des traités de paix, et autres négociations du dix-septième siècle, depuis la paix de Vervins, jusqu'à la paix de Nimègue : où l'on donne l'origine des prétentions anciennes & modernes de toutes les puissances de l'Europe, & une analyse exacte de leurs négociations, tant publiques que particulières. Ouvrage nécessaire aux Ministres publics & autres négociateurs, & qui peut servir d'introduction au corps diplomatique ou recueil de traités de paix, &c. (Amsterdam, 1725, 2 volumes in-folio). Cet important ouvrage réunit le texte de tous les traités conclus entre les puissances européennes de 1598 à 1678.